# Shunza
Shunza 順子 [Ni Shun Zi] (caratteri cinesi: 倪順子; Pechino, 12 febbraio 1973) è una cantante e compositrice cinese.
È molto conosciuta per la sua voce vellutata e le ballate d'amore. Diversamente dalla maggior parte degli idoli pop che si esibiscono in concerti di fronte a migliaia di fan urlanti, i concerti di Shunza sono molto intimi e somigliano più ad un cocktail. Nel corso della sua carriera, ha collaborato con diversi artisti taiwanesi, tra i quali figurano Elva Hsiao e Wilber Pan.

## Origini
Ni Shun Zi è nata il 12 febbraio 1973 ed è la minore di due sorelle. Suo padre era un suonatore di clarinetto, mentre sua madre era una nota pianista. All'età di 3 anni, insieme a sua madre e sua sorella maggiore si trasferì da Pechino a San Francisco, come conseguenza del divorzio dei genitori. Dopo il diploma, Shunza ha studiato alla School of Jazz and Contemporary Music di Losanna, in Svizzera Fu lì che fondò una band chiamata Duty Free, con la quale pubblicò alcuni lavori in Europa. Nel 1994, la Moyan Records, sussidiaria della Rock Records, ricevette uno dei suoi demo, grazie al quale la contattò per firmare un contratto discografico.

## Carriera musicale
Sin dal suo debutto, Shunza ha pubblicato numerosi album in cinese, giapponese, inglese e francese. Nel 1999, ha vinto i premi come "Miglior cantante donna" e "Miglior compositrice" ai decimi Golden Melody Awards. Nell'ottobre del 2000, Shunza ha firmato un contratto con la EMI, unendosi così alla compagnia del fenomeno cantopop Faye Wong.

## Discografia

### Taiwan
- 順子 SHUNZA (Novembre 1997)
- I am not a star (Settembre 1998)
- OPEN UP (Marzo 1999)
- 昨日。唯一。更多 Yesterday.one.More (9 marzo 2001)
- ...and Music's there... (8 maggio 2001)
- Dear SHUNZA (8 gennaio 2002)
- 我的朋友 Betty Su (25 aprile 2003)
- 滾石香港黄金十年： 順子精選 (7 giugno 2003)
- 日日夜夜... 我最愛的順子 (19 settembre 2003)
- Songs for Lovers (19 gennaio 2006)
- Sunrises (14 novembre 2008)
- To The Top 超越 (5 aprile 2014)

### Giappone
- INSPIRATION (Gennaio 1999, singolo)
- INSPIRATION (Febbraio 1999)
- Open Up (Luglio 1999)
- 亜洲金曲精選二千 順子 (21 giugno 2000)